# Kapor-völgy

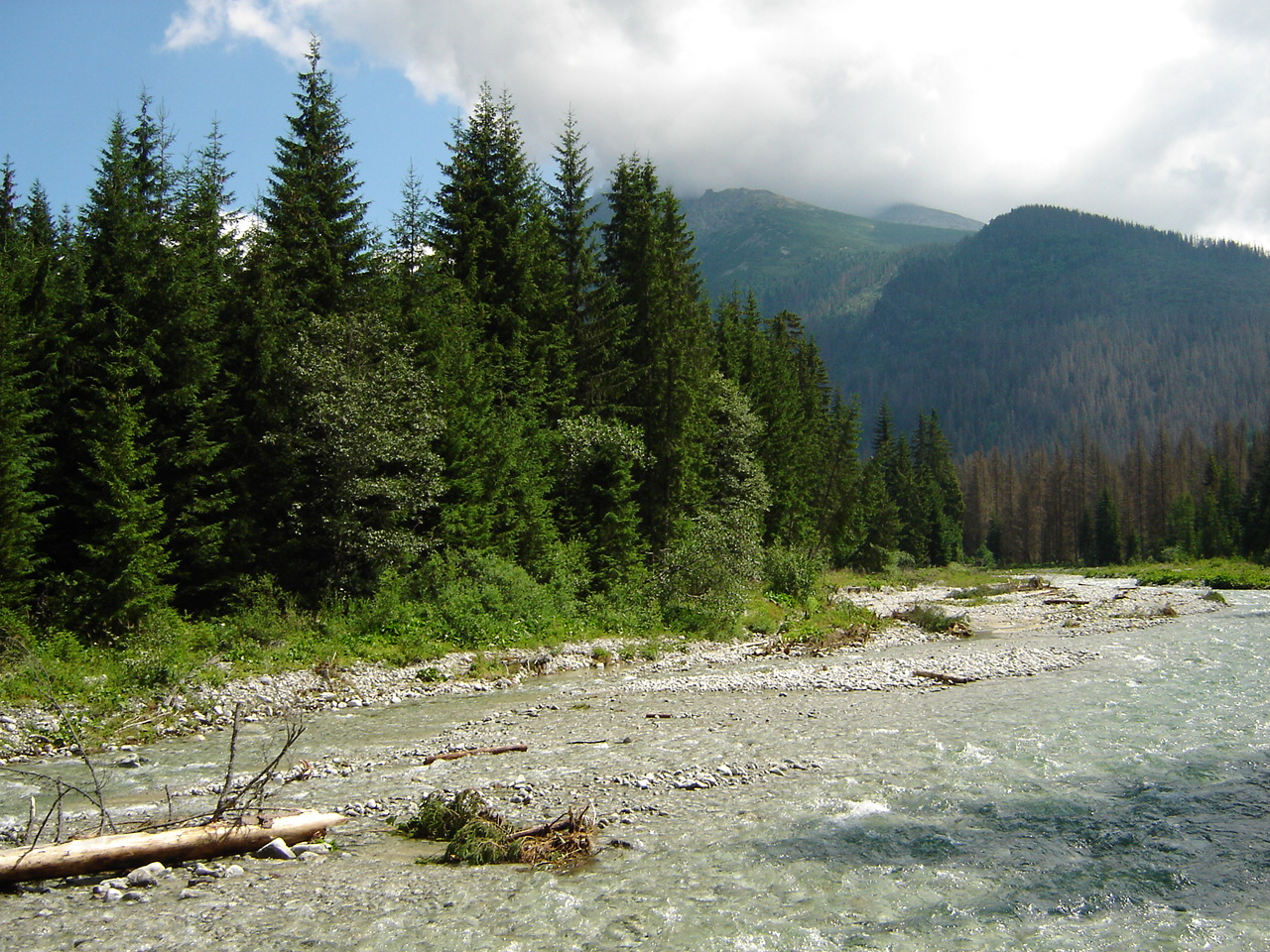
A Kapor-völgy

Kapor-völgy (szlovákul Kôprová dolina) a Tátra egyik fővölgye Szlovákiában, melynek folytatása a Szmrecsini-völgy (Fenyves-tavi-völgy), és ennek völgyzáró katlana, az Omladék-katlan. Elválasztja egymástól a Liptói-havasokat és a Magas-Tátrát.

## Neve
Nevének eredete bizonytalan. Ivan Houdek 1941-ben azt írta, hogy Bél Mátyás által emlegetett Kupferschacht (Rézbánya) a mai Kapor-csúcs neve. Ez azonban tévedés, mert így nevezték valamikor a Pátriát. Ivan Bohuš szerint a Kapor-csúcs a Kapor-völgy szlovák nevét követi, amely a havasi medvegyökérről (Lingusticum mutellina L., szlovákul kôprovníček bezobalný) van elnevezve.
A völgy lengyel neve Dolina Koprowa, annak ellenére, hogy a havasi medvegyökér lengyel neve marchwica zwyczajna. Bohuš logikája szerint tehát a völgy neve lengyelül Dolina Marchwiczna lenne.
A mai német és magyar neve a szlovák elnevezés félrefordításából ered Grósz Alfréd, mivel a Dill (kapor, Anethum graveolens L.) elnevezése. Meg kell jegyezni, hogy kapor nem nő a Tátrában.

## Helyrajz
10 km hosszú, erdős völgy a Magas-Tátra Ny-i részén. Kisebb-nagyobb mellékvölgyei: Rút-szakadék, Kriváni-katlanvölgy, Nefcer-völgy, Hlinszka-völgy, Szmrecsini-völgy, Kolbenheyer-tó katlana.
Ny-ról a Liptói-havasok, É-ról a főgerinc, K-ről és D-ről a Kriván masszívuma határolja. Hegymászó szempontból a környezetéből magasan kiemelkedő, fenséges Kriván a legjelentősebb.

## Szálláslehetőségek
A Kriván közelében nincs elszállásolási lehetőség. Legközelebb Csorbatón (hotel, turistaszálló), vagy Podbanszkón (hotel, turistaszálló) hajthatjuk álomra fejünket - feltéve, hogy nem óhajtunk bivakban hálni.

## Megközelítés
Autóbusszal Podbanszkóra, vagy a Felső-turistaúton (Magisztrálé) a Csorba-tótól 1 1/4 óra alatt a Gödör-tóhoz (Jamszko-tóhoz).

## Átmenet a szomszédos völgyekbe
- Podbanszkóról a Felső-turistaút piros jelzésén a Gödör-tóig 3 óra, tovább a Csorba-tóig még egy óra.
- Podbanszkóról a Menguszfalvi-völgybe: a sárga jelzésen 1/4 óra alatt a Tátrai Nemzeti Park erdészházáig, majd jobbra a zöld úton, a Kapor-völgy bejáratáig (1/2 óra). Onnan balra, a kék jelzés mentén a Kapor-völgyben és a Hlinszka-völgyben a Felső-Kapor-hágóba (3 1/2 óra). A túloldalon le a Poprádi-tóig még 2 óra.
- A Gödör-tótól a Kapor-völgybe: A Felső-turistaúton 1 1/4 óra alatt a Háromforrásig, s onnan jobbra a kék úton a Kapor-völgybe.

## Elhelyezkedése
Déli irányú, 31,3 km2 területű, 11 km hosszú, 800-1200 széles, torkolata keletre van Podbanszkótól (Bányaaljától). Északról a Magas-Tátra főgerincének a Sima-csúcstól a Csubrináig tartó szakasza, nyugatról a Sima-csúcs délnyugatról oldalága (a Nagy-Kapor-tető szárnyvonulata), keletről a Kriván szárnyvonulata határolja.
Az oldalvölgyek lépcsőkön keresztül egyesülnek a fővölggyel, a keleti oldal mellékvölgyei nagyobbak.
A Kapor-völgy nyugati oldalán lévő oldalvölgyek:
- Szív-völgy
- Türckh's-völgy
- Garai-völgy
- Kolbenheyer-völgy

A Kapor-völgy keleti oldalán lévő oldalvölgyek:
- Bánya-völgy
- Rút-szakadék
- Kriváni-katlanvölgy
- Nefcer-völgy
- Hlinszka-völgy (Hincói-völgy)

Átjárók a szomszédos völgyekbe:
- Csendes-völgy: Retesz-hágó Závori-hágó
- Menguszfalvi-völgy: Kapor-hágó
- Halastavi-völgy: Chałubiński-kapu